# ماري باركاس
ماري راشتون باركاس (بالإنجليزية: Mary Rushton Barkas)‏ ( من مواليد 7 سبتمبر 1889 - تُوفيت في 17 أبريل 1959) وهي طبيبة نفسية ومؤلفة من نيوزيلندا. عملت في مستشفى بيليم الملكي، حيث كانت أول طبيبة تخدم في المنازل، وعملت أيضاً في مستشفى مودسلي في لندن، المملكة المتحدة.

## حياتها
ولدت ماري راشتون باركاس في عام 1889 في كرايستشرش ، نيوزيلندا ، إلى فريدريك باركاس، الذي كان يعمل في شركة نيوزيلندا «ونيوزنك باركر». التحقت بمدرسة كريستشرش الثانوية للبنات في عام 1905. وذهبت للدراسة في كلية جامعة جامعة فيكتوريا (ويلينغتون). حصلت على بكالوريوس العلوم عام 1908 ، ثم ماجستير العلوم في عام 1910 ، ثم درست في وقت لاحق تحت إشراف كارل يونغ في كلية الملك في لندن. خلال الحرب العالمية الأولى ، درست الطب في مستشفى سانت ماري وكلية لندن لطب النساء، وتخرجت في عام 1918. وفي عام 1922 ، سافرت باركاس إلى فيينا للدراسة للحصول على دبلومة الدراسات العليا، حيث عملت تحت قيادة أوتو رانك.

## عملها
في عام 1919 ، أصبحت باركاس أول طبيبة تخدم في المنزل والتي كانت تابعة لمستشفى بيليم الملكي. وفي عام 1923 ، كانت باركاس واحدة من أربعة أطباء نفسيين يعملون بدوام كامل في مستشفى مودسلي التي اُفتتحت حديثا، وعملت هناك حتى عام 1927. تركز عملها على الطب النفسي العضوي، والتحليل النفسي و طب نفس الأطفال والمراهقين ، ووصفت المستشفى بأنه "مأوى وملجأ الذي يقدم الحماية الكاملة للمرضى. ومن 1928 إلى 1933، عملت باركاس كمشرفة طبية في مستشفى لون في لنكولن (إنجلترا). و ساعدت باركاس في تقليل نفقات المستشفى.
بعد وفاة والدها في عام 1932 ، تقاعدت باركاس وعادت إلى نيوزيلندا. ثم انتقلت إلى تابو، ودرست الفلسفة الصينية. وفي عام 1937 ، كتبت كتابًا نسائيًا بعنوان Wages for Wives ، والذي تحدى الآراء النمطية للنساء العاملات في نيوزيلندا. وفي العام نفسه، كانت واحدة من 15 عالمًا نفسيًا قدموا مراجعًا لطلب آرثر سيغال للحصول على تصريح عمل بريطاني.
توفيت في تابو بالقرب من نهر التايمز في 17 أبريل 1959 ، وتم حرقها جثتها في مقبرة بيوريوا في 20 أبريل، على الرغم من أن بعض الروايات تشير إلى أنها ماتت في عام 1961.